# Chase megye (Kansas)
Chase megye az Amerikai Egyesült Államokban, azon belül Kansas államban található. Megyeszékhelye és legnagyobb városa Cottonwood Falls. Lakosainak száma 2572 fő (2020. április 1.). Chase megye Morris, Lyon, Greenwood, Butler és Marion megyékkel határos.

## Népesség
A megye népességének változása:
| Lakosok száma | 2788 | 2795 | 2752 | 2700 | 2679 | 2572 |
|               | 2010 | 2011 | 2012 | 2013 | 2015 | 2020 |